# گودال شنا

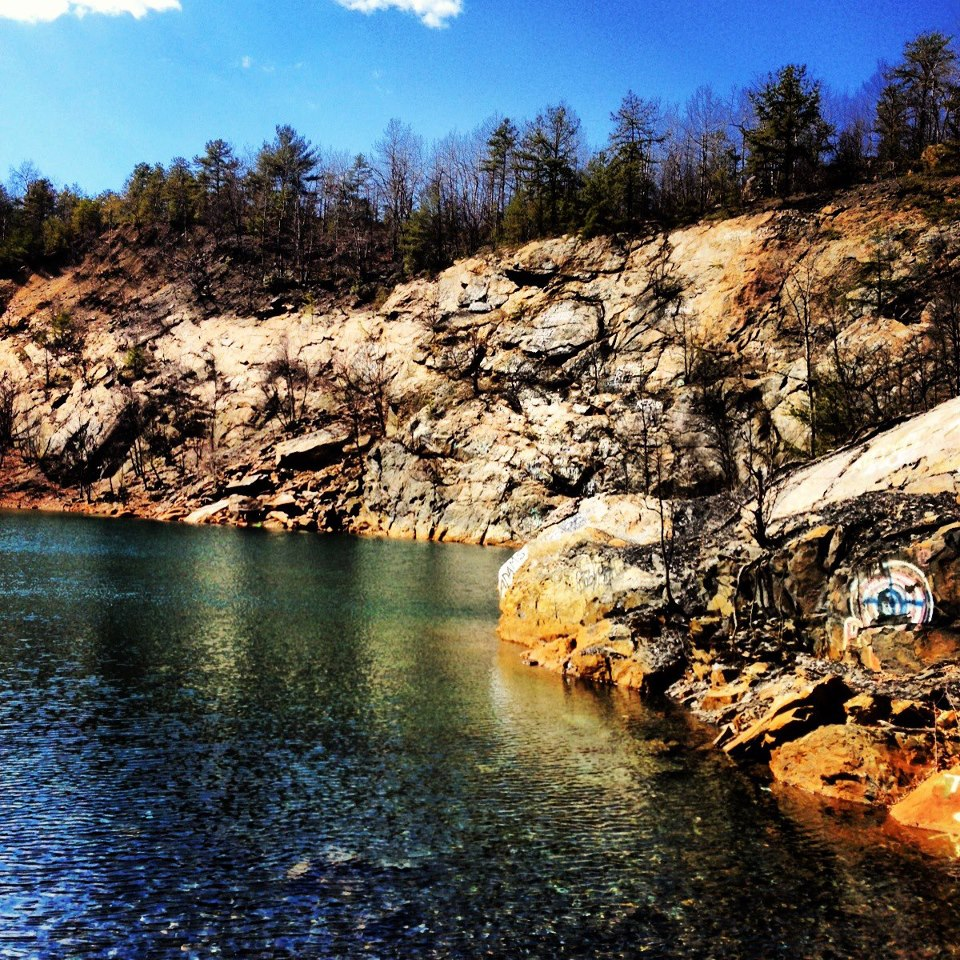
یک سوراخ شنا در نزدیکی شاموکین، پنسیلوانیا

گودال شنا یا چاله شنا (به انگلیسی: Swimming hole) مکانی است در رودخانه، نهر، نهر، چشمه یا آب طبیعی مشابه، که به اندازه کافی بزرگ و عمیق است که فرد بتواند در آن شنا کند. کاربرد رایج آن معمولاً به آب شیرین و متحرک اشاره دارد و بنابراین به اقیانوس‌ها یا دریاچه‌ها اشاره نمی‌کند.